# 楊鎮邦
楊鎮邦，現為香港作曲人、填詞人、編曲人及音樂製作人，從事廣告、電視、電影等音樂製作，亦是音樂品牌及社會企業Addoilmusic 加油音樂創辦人 。代表作愛得太遲，曾獲四台聯頒作曲獎。曾就讀香港大學土木工程系。

## 作品

### 2005年
- 劉浩龍 - 星星（曲）

### 2006年
- 古巨基 - 愛得太遲（曲）
- 古巨基、周慧敏 - 愛得太遲 (合唱版) （曲）
- 陳紀匡 - 記得我的名字（曲）
- 陳紀匡 - 來自金星的女孩（編）

### 2007年
- HotCha - 唯一的你（曲）
- 吳雨霏 - 馬戲團之戀（曲）
- 泳兒 - 無心戀唱（曲、編）
- 許志安 - 空前絕後（曲）
- 梁雨恩 - 地下鐵（曲）
- 梁雨恩 - 二人座（曲、編）
- 楊千嬅 - All About Love (與曾家瑋合作) （曲）
- 王菀之 - 奇異恩典（編、監）

### 2008年
- Kellyjackie - 冰鮮愛情（曲、編）
- Vega - 夢想成真（曲、編）
- 古巨基 - 下次再見（曲）
- 古巨基 - 愛得太晚（曲）
- 羽翹 - 私事公辦（曲、編）
- 周柏豪 - 一拖再拖（曲）
- 周麗淇 - 信（曲、編）
- 林海峰 - 大悶棍（曲、編）
- 陳慧琳 - 傻男（曲、編）
- 關心妍 - 愛簡約（曲、編）
- 關心妍 - 放心（曲）
- 關楚耀 - 水母（曲）
- 關楚耀 - 無從描述的興奮（曲）

### 2009年
- HotCha - 然後會想起你（曲）
- I Love You Boyz Feat. 譚炳文 - 顧家（曲、編）
- I Love You Boyz - 又到聖誕（曲、編）
- 小肥、陳思彤 - 世間始終你好（曲、編）
- 古巨基 - 亂（曲、編）
- 周柏豪 - 報告總司令（曲、編）
- 羅力威 - 謝謝你（編）
- 4anda(son) - 熊貓眼（曲、編、監）

### 2010年
- 古巨基 - 公主病了（曲、編）
- 古巨基 - 惡搞（曲、編）
- 郭富城 - 擁有（曲、編）
- 鍾欣桐 - 你不會懂（曲、詞）

### 2011年
- ATSUSHI - 我願意（編）
- 古巨基 - Once upon a time（編）
- 古巨基 - 選秀（曲、編）
- 陳奕迅 / 莫文蔚 - 外面的世界（編）
- 洪卓立 - 溫馨提示（曲）
- 馮紹峰 - 唯一的戀人（編）
- 亢帥克 - 雪山（編）
- 鄒文正 - 盲目（編）

### 2012年
- 古巨基 - 無涯洞（曲、編）
- 古巨基 - Shirley（編）
- 古巨基 - 宇宙大帝（編）
- 古巨基 - 逆時光（編）
- 古巨基 - 幸福方舟（編）
- 泳兒 - 清空（曲）
- 衛蘭 - 他不慣被愛（曲、編）
- 衛蘭 - 難為自己（曲、編）
- 衛蘭 - 街燈晚餐（編）
- 衛蘭 - 我們的故事（編）
- 衛蘭 - 回電我（編）
- 許志安 - 心照不宣（編）
- 陳小春 - 難怪（曲、編）
- 陳小春 - 平凡英雄（曲、編）
- 蔚雨芯 - 心裡愛（曲）
- 彭永琛 - 一個人的練習曲（編）

### 2013年
- 鍾欣桐 - 我很幸福（曲、編）
- 梁漢文 - 用力一抱（曲）
- 何洁 - 我們結婚吧（曲）
- Gin Lee - 我說（曲）

### 2014年
- 衛蘭 - 八九十（編）
- 衛蘭 - 分手總要在雨天（編）
- 鍾舒漫 - 劫後餘生（曲、編）

### 2015年
- 蘇永康、楊淇、陳柏宇、應昌佑 、姜麗文、姜文杰- 做場好戲（曲、編、監）
- 蔡穎恩- 得而復失（編）
- 蘇永康- 即使不再是朋友（編）
- 連詩雅 - 為何要我愛上你（曲、編）
- 周筆暢 - 我選擇喜歡你（曲、編）
- 曾詠欣 - 心的構造（曲、編）
- 趙麗穎、余玥- 我從來不存在（曲、編）
- 吳奇隆 - 愛恨之間 （曲、編）

### 2016年
- J.Arie - 悠悠我心（曲、編）
- 古巨基、古天樂 - 當年情（編）
- 張美儀 - 沙堆（曲、編）
- 許志安、吳奇隆 - 宿敵（編）
- 陳慧琳 - 偽君子（曲、編）
- 蘇盈之 - 分手的慶功（曲）

### 2017年
- 古巨基 - 初心（編）
- 蔚雨芯 - 微光（曲）

### 2018年
- 王鶴棣 - 想都不用想（曲）
- 吳浩康 - 階磚三（曲、編）
- 秦杉 - 時間的海（曲、編）
- 程依芸 - 尋詞（曲、編）

### 2019年
- 畢夏 - 就這樣吧（曲）
- 古巨基 - 心中的巨人（編）
- 許莉潔 - Mistake（曲、詞、編）
- 張天穎 - Make You Bow（監）

### 2020年
- JW - 輕熟女（曲、編）
- 馬栗 - 餘溫（曲、編、監）
- 謝高晉 - 慢播（曲、編）

### 2021年
- 施匡翹 - 康復期（曲、編）
- 范丞丞、程潇 - 遙望（編）
- 趙浚承 - My World（曲、詞、編）
- 楊凱晴 - 獻醜（編、監）

### 2022年
- 白冰 - 說晚安的人（曲）
- 李璧琦 - 鏡中的你好嗎？（曲、編）
- 時代少年團 - 你要快樂（曲、詞）
- 張運兒 - 遊夢時間（監）
- 陳慧琳 - 花花宇宙 (Glorious 80’s Remix)（監）

### 2023年
- 陳慧琳 - 談情的價值（監）
- 陳慧琳 - 愛情常識（監）
- 張天穎 Feat. 麗英 - pick up your phone（監）

### 2024年
- Gin Lee - 告別煤氣燈（曲）
- 張運兒 - Hallucinate（曲、詞、編、監）
- 張運兒 - What am I looking for（曲、詞、編、監）
- 張運兒 - 無人陪我也很快樂（曲、詞、編、監）
- 陳慧琳 - 一念天堂，二人結界（監）
- 陳慧琳 - 一剎天堂（監）

### 2025年
- Big Four - 赤子們（監）
- 張運兒 - 無法同步（曲、詞、編、監）
- 陳慧琳 - 看不下去（監）
- 憬日希 - I don’t wanna say goodbye（監）

## 獎項
2007:
- 2006年度叱吒樂壇流行榜頒獎典禮 --叱吒樂壇至尊歌曲大獎（作曲人）（愛得太遲）
- 2006年度叱吒樂壇流行榜頒獎典禮 --叱吒樂壇我最喜愛的歌曲大獎（愛得太遲）
- 2006年度十大勁歌金曲頒獎典禮 --最佳作曲（愛得太遲）
- 第二十九屆十大中文金曲 --最佳作曲
- 四台聯頒音樂大獎 --歌曲獎（作曲人）（愛得太遲）
- 四台聯頒音樂大獎 --傳媒大獎（作曲人）

2008:
- 2007年度十大勁歌金曲頒獎典禮 --勁歌金曲（無心戀唱）

2009:
- 2008年度叱吒樂壇流行榜頒獎典禮 --叱吒樂壇至尊歌曲第三位（下次再見）

2016:
- 2016年度音樂風雲榜 --最受歡迎網劇歌曲 (我選擇喜歡你)

2021:
- 2020年度勁歌金曲頒獎典禮 --勁歌金曲（輕熟女）